# 호소에 신지
호소에 신지(일본어: 細江 慎治, ほそえ しんじ, 1967년 2월 28일~)은 게임 음악 작곡가이다. sampling masters MEGA라는 명의를 쓰고 있다.
기후현 출신. 세타가야공업고등학교 전자과 및 일본 전자 전문학교 컴퓨터 그래픽스 학과 졸업. 별명〈메가 텐 호소에〉. 별명의 유래는 남코 신인 무렵, 하기 어려운 기획이 오면 "그러면 사운드 10메가 주세요"라고 말한 것 부터였다고 한다. 당시에 10메가는 초대형 용량.
1987년, 남코에 아르바이트 근무 하고 있을 적, 아직 BGM이 제작되지 않았던 드래곤 스피릿에 곡과 효과음을 제작한 걸 계기로 남코의 사운드 팀의 일원이 된다. 일을 시작할 때에는 아직 악기에 약하고 곡 데이터를 작업하다가 듣고 맘에 들지 않으면 고치고 또 고치고 하는 작업을 반복하고 있었다고 한다. 그의 독특한 멜로디 라인은 〈호소에 절〉이라고 할 만큼 매우 특징적이다. 한 때 작곡 장르가 테크노에 치우치기도 했으며, 로텔담 테크노를 게임에 넣은 것으로도 유명. 남코 퇴사 이후에 아리카를 거치며 사소 아야코 등과 2000년 2월 14일에 슈퍼 스위프의 설립, 대표이사가 되었으며, 사키모토 히토시등과 주식회사 버스 마우스를 설립하기도 했다.
본업인 게임 음악 작곡 외에 1992년에 아이하라 다카유키 등과 함께 인디즈 레이블 〈트로바드 레코드〉를 설립. 테크노팝 밴드〈매니큐어 단〉과 YMO의 패러디 밴드〈OMY〉 등, 다미야스 도모에 등과의 그룹 〈테크노 라이더〉등 밴드 활동도 하고 있다. 그 외에 이벤트 등지에서 테크노 DJ로서도 활동하고 있다.
작가이자 게임 시나리오 라이터인 호소에 히로미는 친누나.
한국 게임 디제이맥스 시리즈에도 곡을 제공하고 있으며, 이 때 명의는 Hosoe Shinji다.